# Maxime Noiré
Pour les articles homonymes, voir Noiré.
Maxime Noiré, né à Guinglange (Moselle) le 9 novembre 1861 et mort à Alger le 4 juillet 1927, est un peintre orientaliste français.

## Biographie
Autodidacte, Maxime Noiré se rend en Algérie pour des raisons de santé et s'installe vers 1882 à Alger, où il acquiert une notoriété de peintre orientaliste. Voyageant dans le sud algérien, où il découvre les oasis et les Aurès et après avoir eu un atelier à Alger au Frais-Vallon, au jardin d'Essai, et près de Bab El-Oued, il finit par s'installer à Bou-Saâda dont il contribue à la renommée dans le sillage et avec Étienne Dinet.
En 1905, il est nommé peintre officiel de la Marine et des Colonies. Il est l'un des fondateurs de la Société des artistes algériens et orientalistes. Il participe à la création et la promotion du prix Abd-el-Tif et de la Villa du même nom.
Il expose au Salon des artistes français.
Parmi les œuvres de Maxime Noiré, on distingue Vue sur la Baie d'Alger depuis la Bouzaréa, Vue du Frais-Vallon près de Bab-el-Oued, Vue de Tipaza, et des panoramas ensoleillés du Sud de l'Algérie, commee les vues de Bou Saada, ou de l'oued Abiod dans les Aurès.
Isabelle Eberhardt a dédié les Pleurs d'amandiers à Maxime Noiré, « le peintre des horizons en feu et des amandiers en pleurs ».
Maxime Noiré est le beau-père du peintre Paul Jouve.

## Collections publiques
- Palais de la Porte Dorée, Paris
- Musée Bonnat-Helleu, Bayonne
- Musée d'art et d'histoire de Narbonne

Jeune orientale sur une terrasse à Alger 
L'oued de Bou-Saâda 
- Fonds national d'art contemporain[précision nécessaire]
- Dépôt au ministère des Affaires étrangères[précision nécessaire]
- Musée national des beaux-arts d'Alger
- Musée Cirta, Constantine

## Expositions
- 1896, Alger, Salon de la rue du Marché
- 1897, Tunis, Salon Tunisien
- 1900, Paris, Exposition universelle
- 1922, Alger, galerie Charlet
- 1930, Alger, Salon de l'Union artistique d                     afrique du nord.

« Rétrospective Maxime Noiré » 
- 1941, Alger, rétrospective

## Galerie

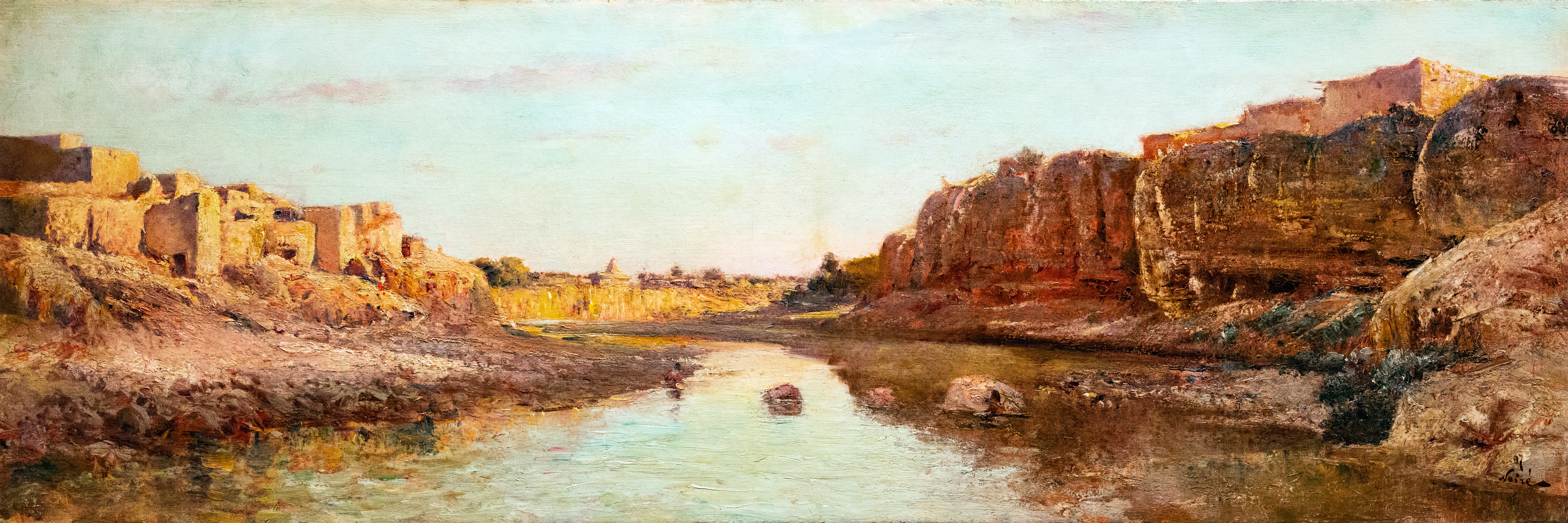
L'Oued de Bou-Saâda.
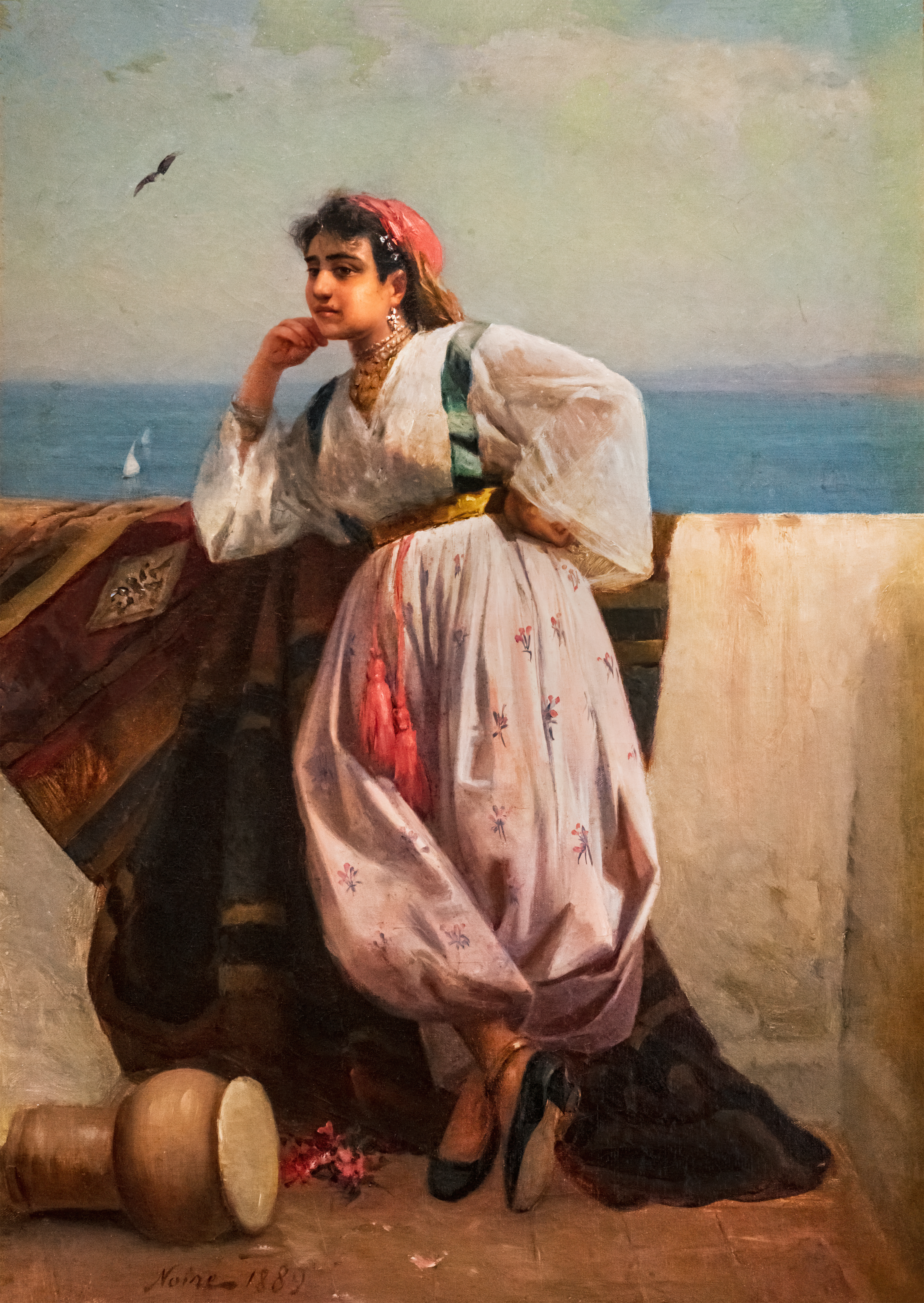
Jeune orientale sur une terrasse à Alger.